# Гитанџали (књига)
Гитанџали (у слободном преводу Песме даровнице) збирка је песама индијског књижевника, драматурга и филозофа Рабиндранта Тагора за коју је 1913. године добио Нобелову награду за књижевност. Тиме је постао први неевропски књижевник који је добио ову престижну награду и други неевропски Нобеловац уопште. 

## Оригинална збирка на бенгалију
Збирку песама Гитанџали Тагор је у оригиналу, на бенгалију, објавио 1910. године. Песме из ове збирке су већином настале у мрачном периоду песниковог живота, када су га задесиле тешке породичне трагедије. Године 1902. умрла му је супруга, 1903. једна ћерка, 1905. отац, а 1907. и млађи син.
Године 1912. Тагор са сином креће на пут у Европу. До тада је својим причама, песмама и драмским комадима остварио делимичан успех у Калкути, где је рођен и одрастао и где је своје кратке приче објављивао у месечнику једног пријатеља. Такође је био и главни глумац у неколико својих представа. Ван Калкуте био је мало познат, а ван Индије потпуно непознат. На броду је почео да преводи на енглески своју последњу збирку песама “Гитанџали”. Готово све што је до тада написао, писао је на бенгалском језику.

## Превод на енглески језик
Преводи које је Тагор писао заправо су били прилагођени препеви које је једино он сам могао да уради и своје напеве преточи у поезију на енглеском језику, која ће бити блиска западном читаоцу. Једини пријатељ кога је Тагор имао у Енглеској био је сликар ког је упознао у Индији Вилијам Ротенштајн. Ротенштајн је прочитао препеве и показао их свом пријатељу Вилијаму Јејтсу. Збирка је на енглеском језику објављена у септембру 1912. године. Објавило ју је Друштва Индијаца у Лондону, а предговор је написао сам Јејтс. Овим песмама је мали део мистицизма и сентименталне лепоте индијске културе по први пут представљен Западном свету. Одмах по објављивању збирке песама Гитанџали ова поезија, као и сам Тагор постали су сензација у лондонским литерарним круговима, а затим и у читавом свету.
| „                                                                               | Ове песме — које су, како ми кажу Индијци, у оригиналу пуне суптилног ритма, непреводивих боја и метрике — исказују свет о коме сам сањао целог живота | ” |
| — Вилијам Батлер Јејтс: Предговор за збирку песама Р. Тагора „Гитанџали” (1912) | |   |

## Нобелова награда
Збирка је наишла на похвале не само Јејтса у Енглеској, већ и Андреа Жида у Француској и Езре Паунда у Америци. Тако је Тагорово дело привукло пажњу и Нобеловог комитета и следеће године он је примио Нобелову награду за књижевност. Тиме је постао први неевропски књижевник који је добио ову престижну награду и тек други неевропски Нобеловац уопште.

## Преводи на српски језик
Наслов Гитанџали се у издањима на српском језику (зависно од преводиоца) преводи као Песме даровнице, Песме приноснице или Жртвене песме. У оригиналном наслову је кованица која се ослања на хиндуистичку лирску традицију, где се песма приноси као понуда (жртва) у славу божанства. Збирка је на српски језик превођена три пута:
- Павао Вук Павловић (1914)
- Давид Пијаде (1921)
- Весна Крмпотић (1961)[3]